# پکن پوینت (آرکانزاس)
پکن پوینت (به انگلیسی: Pecan Point) یک منطقهٔ مسکونی در ایالات متحده آمریکا است که در شهرستان میسیسیپی، آرکانزاس واقع شده‌است. پکن پوینت ۷۱٫۹۳ متر بالاتر از سطح دریا واقع شده‌است.